# Diospyros barteri
Diospyros barteri är en tvåhjärtbladig växtart som beskrevs av William Philip Hiern. Diospyros barteri ingår i släktet Diospyros och familjen Ebenaceae. Inga underarter finns listade i Catalogue of Life.